# آتانایاکاگامدا
آتانایاکاگامدا (به لاتین: Attanayakagammedda) یک منطقهٔ مسکونی در سری‌لانکا است که در استان مرکزی (سری‌لانکا) واقع شده‌است.